# آلبرت مانوسی
آلبرت مأنوسی (انگلیسی: Albert Manucy; ۱ ژانویهٔ ۱۹۱۰ – ۱ ژانویهٔ ۱۹۹۷) تاریخ‌نگار اهل ایالات متحده آمریکا بود.
وی همچنین برندهٔ جوایزی همچون برنامه فولبرایت شده‌است.